# TanzZwang
TanzZwang ist das erste Remixalbum des deutschen Synthiepop-Sängers Peter Heppner. Das Besondere hierbei ist, dass es sich bei allen Titeln um Neukompositionen handelt, die direkt in Remixversionen veröffentlicht wurden. Die Studioversionen wurden zeitgleich auf TanzZwang (Originals) in der „Limited Fanbox“ zu Confessions & Doubts veröffentlicht.

## Entstehung und Artwork
Entstehung
Mit einer Ausnahme stammen alle Liedtexte auf TanzZwang eigens von Heppner selbst, lediglich der Liedtext zum Titel Hermann Hesse: Im Nebel stammt nicht von ihm selbst. Für die Kompositionen zeigte sich Heppner ebenfalls verantwortlich, diese tätigte er zusammen mit zwei weiteren Co-Komponisten. Neun der elf Kompositionen entstanden unter der Mithilfe von Heppners langjährigen Weggefährten und Liveband-Mitglied Dirk Riegner. Die anderen beiden entstanden zusammen mit dem Berliner Musikproduzenten Alexander Knolle (Alex Lys). Während Riegner bereits an bis dato allen Studioalben von Heppner als Komponist tätig war, steuerte Lys nach Confessions & Doubts zum zweiten Mal Kompositionen für einen Tonträger Heppners bei. Die Co-Komponisten zeichneten für die musikalische Komposition verantwortlich, während Heppner überwiegend für die Gesangskompositionen zuständig war. Mit Ausnahme von I Will Hurt You wurden alle Titel des Albums von Riegner produziert. I Will Hurt You wurde durch Temple produziert. Den Titel Best Things in Life produzierte Riegner gemeinsam mit Salt & Waves. Alle Titel des Standardwerkes wurden durch unterschiedliche Künstler gerimixt. Das Album beinhaltet Remixe von namhaften Künstlern wie Apoptygma Berzerk, Riegner und Schiller sowie einen Remix von Drangsal auf TanzZwang (Originals) in der „Limited Fanbox“ zu Confessions & Doubts. Das Mastering erfolgte unter der Leitung Robin Schmidts von 24-96 Mastering in Karlsruhe. TanzZwang wurde unter dem Musiklabel RCA Deutschland veröffentlicht, durch Edition Drakkar Publishing (9 Titel), Sony/ATV Music Publishing (2 Titel) und den Suhrkamp Verlag (1 Titel) verlegt sowie durch Sony Music Entertainment vertrieben.
Artwork
Das Albumcover soll eine Akte darstellen. Auf der linken Seite des Coverbildes ist eine dunkle Karikatur von Heppners Oberkörper – vom Gesicht bis zur Brust – zu sehen. Auf dem kompletten restlichen Cover sind in weißer Schrift Textzeilen aus dem Album zu finden. Am oberen Rand befindet sich auf der linken Seite in ebenfalls weißer Schrift der Interpretenname „Heppner“. Der Hintergrund des gesamten Coverbildes ist rötlich gehalten. Am unteren Rand finden sich Details zur Akte wieder. Es beinhaltet folgende Informationen:
- Case name (englisch für ‚Fallname‘): TanzZwang
- Assigned to (englisch für ‚Zugewiesen an‘): Peter Heppner
- File number (englisch für ‚Dateinummer‘): 19075890512-3 | 2018

Das gleiche Artwork-Konzept ist auch auf dem Cover des zeitgleich erschienenen Studioalbums Confessions & Doubts sowie der daraus veröffentlichten Single Was bleibt? zu finden. Im Inneren der CD ist ein 22-seitiges Begleitheft beinhaltet, in dem alle Liedtexte, weitere Fotoaufnahmen sowie alle Mitwirkenden zu finden sind. Die Fotografien von Heppner wurden vom Berliner Fotografen Mathias Bothor geschossen, weitere Bildaufnahmen sowie das Artwork entstammt – wie schon zuvor bei diversen Heppner-Veröffentlichung – erneut von Ulrike Rank. Erstmals wurden am 7. Juni 2018 Bildaufnahmen aus dem Fotoshooting mit Bothor durch Heppner veröffentlicht. Dabei handelte es sich um zwei schwarz-weiß Porträts von Heppner, die zu ersten Promotionzwecken veröffentlicht wurden. Das Cover wurde erstmals am 9. August 2018 präsentiert.

## Veröffentlichung und Promotion
Die Erstveröffentlichung von TanzZwang erfolgte am 28. September 2018. Die herkömmliche Version des Albums erschien als CD, Download sowie Vinyl und beinhaltet elf neue Remixaufnahmen. Eigentlich sollte das Album bereits eine Woche zuvor am 21. September 2018 erscheinen. Bei der Zusammenstellung der „Limited Fanbox“ zum zeitgleich erschienenen Studioalbum Confessions & Doubts kam es zu unvorhersehbaren Problemen, die zu einem nicht aufholbaren Verzug geführt haben. Heppner wollte alle Albumformate gleichzeitig in den zuvor angekündigten Ausführungen veröffentlichen und verschob die Veröffentlichung aus diesem Grund um eine Woche. Am 9. August 2018 gab Heppner erstmals die endgültige Titelliste zu TanzZwang bekannt. Einen Tag später folgte die Veröffentlichung des offiziellen Pressetextes der Musiklabels Sony/RCA. Wenige Tage später erfolgte der Start zur Vorbestellung des Albums am 14. August 2018.
Zeitgleich mit der Veröffentlichung von Confessions & Doubts und TanzZwang erschien auch eine „Limited Fanbox“ zu Confessions & Doubts. Diese besteht aus vier CDs, drei Aufklebern mit den Coverbildern zu Confessions & Doubts, Was bleibt? und TanzZwang, zwei Postern mit den beiden Coverbildern zu Confessions & Doubts, einen Anstecker mit dem Coverbild zur „Standard Version“ von Confessions & Doubts sowie eine handsignierte Autogrammkarte. Bei der ersten CD handelt es sich um das Studioalbum Confessions & Doubts. Auf der zweiten CD Confessions & Doubts (Instrumentals) finden sich Instrumentalversionen zu allen Liedern des Studioalbums wieder. Bei der dritten CD handelt es sich um das zeitgleich erschienene Remixalbum TanzZwang. Die vierte CD TanzZwang (Originals) beinhaltet Studioversionen zu einigen Titeln des Remixalbums. Confessions & Doubts (Instrumentals) und TanzZwang (Originals) sind nur in Verbindung mit der „Limited Fanbox“ zu erwerben, eigenständige Veröffentlichungen erfolgten nicht. Die Fanbox besteht aus insgesamt 40 Titeln.

## Hintergrundinformation
Produktionsprozess
Nach der Veröffentlichung seines zweiten Studioalbums My Heart of Stone am 18. Mai 2012 ging Heppner Ende des Jahres auf seine gleichnamige My Heart of Stone Tour. Im Anschluss des ersten Tourabschnitts begann Heppner mit den Arbeiten für ein drittes Studioalbum. Hierbei erfolgte eine Komponiersession mit seinem langjährigen Weggefährten und Live-Band-Mitglied Dirk Riegner im Thommy Hein Studio. Am 31. Januar 2014, dem Ende der fünften Komponiersession mit Riegner, standen so viele Demoaufnahmen zu Buche, so dass Heppner erstmals in einer Fan-Umfrage das Interesse an zwei vollwertigen Alben in Erfahrung brachte. Ein Doppelalbum würde seiner Meinung nach keinen Sinn machen. Bis Mai 2014 absolvierte Heppner weitere Tourabschnitte sowie insgesamt acht Komponiersessions mit Riegner. Nach dem Ende der Komponiersession legte Heppner zunächst eine Produktionspause ein. Das restliche Jahr überbrückte er mit Konzerten wie einer eigenen Akustiktournee und Gastauftritten wie unter anderem bei Camouflage. Ende Januar 2015 begann Heppner kurzfristig wieder mit den intensiveren Textarbeiten, ehe er erneut auf Akustik Tournee ging.
Anfang 2016 wurde es stiller um Heppner, der sich eine Auszeit nahm. Im Sommer 2016 gab Heppner über seine Facebook-Seite bekannt, dass er seit seinem 16. Lebensjahr an der Herzkrankheit Hypertrophe Kardiomyopathie (HOCM) leide. Diese Krankheit wurde erst zweieinhalb Jahren zuvor diagnostiziert, nachdem Heppner mit einer Herzmuskelentzündung ins Krankenhaus eingeliefert wurde, zuvor ging man fälschlicherweise von einem Asthmaleiden aus. Im Frühjahr 2016 unterzog er sich einer Operation zur Beseitigung der HOCM, die ohne Komplikationen verlief. Als Grund für die Entscheidung, erst nach rund 30 Jahren mit seiner Krankheit an die Öffentlichkeit zu gehen, gab Heppner an, dass er nicht durch einen „Mitleidsbonus“ und als eine Art „kränkelnder Musiker“ Aufmerksamkeit erlangen, sondern durch seine Kunst, Musik und Texte bekannt werden wollte. Bis Ende des Jahres absolvierte Heppner einige Festivalauftritte. 2017 feierte Heppner sein 30-jähriges Bühnenjubiläum und ging aus diesem Grund Ende des Jahres auf die 30 Years of Heppner Tour.
Nachdem es die letzten beiden Jahren aufgrund der gesundheitlichen Probleme sowie den Feierlichkeiten zum 30-jährigen Bühnenjubiläum etwas ruhiger in Sachen Albumproduktion wurde, teilte Heppner am 10. März 2018 erstmals wieder einige Impressionen aus dem Tonstudio. Er lud unter anderem Bilder aus dem besagten Tonstudio hoch und bestätigte im gleichen Beitrag den Beginn der Gesangsaufnahmen sowie die geplante Veröffentlichung des Albums vor Tourbeginn. Am 13. März 2018 beendete Heppner die erste Gesangs-Session. Am 11. April 2018 wurde bekannt, dass Heppner einen neuen Vertrag mit dem Musiklabel RCA Deutschland unterschrieben hat und damit nicht mehr bei Polydor unter Vertrag steht. Die finale Produktion begann am 24. Mai 2018 in Berlin unter der Leitung von Alex Lys. Am 15. Juni 2018 ließ Heppner verlauten, dass sie Bergfest gefeiert hätten und die Hälfte der Produktion getätigt sei. Während eines Interviews mit Ingo Nommsen im ZDF-Servicemagazon Volle Kanne am 6. August 2018 bestätigte Heppner, dass er kurz zuvor die Produktion abgeschlossen habe.
Musikalischer Unterschied zu Confessions & Doubts sowie Namensgebung
In einem Interview mit Laut.de verriet Heppner, das sie im Hinterkopf gehabt hätten, dass es mal ganz interessant wäre, ein DJ-Set zu zweit zu machen. Sie dachten an ein Set mit Live-Gesang, als eine Art „Alleinstellungsmerkmal“. Da könne man auch mit kleinem Besteck antanzen, um Stücke, die es schon gäbe, umzusetzen. Dann hätten sie sich jedoch die Frage gestellt, warum sie nicht gleich neue Stücke schreiben – ganz besondere Stücke, auch für Dance-Verhältnisse. Lieder die einen förmlich dazu zwingen zu tanzen, auch sie. So sei auch der Running Gag: „Denk daran: Tanzzwang“ zustande gekommen. So sei es nur selbstverständlich gewesen, dass es zum Titel des Albums wurde. Weiter fügte Heppner an, dass sie die Arbeit hierfür wie für einen „Dance-Sampler“ angegangen seien und das es zwischendurch Gespräche mit anderen Musiklabels gab, sodass es durchaus möglich gewesen wäre TanzZwang unter einem anderen Label als Confessions & Doubts zu veröffentlichen. Letztlich fand Markus Hartmann, Leiter von RCA Deutschland, die Idee „cool“ und so blieb Heppner mit dieser Veröffentlichung bei RCA. Das Konzept für TanzZwang bestand daraus, dass jedes Stück durch einen anderen Produzenten beziehungsweise Abmischer zu finden. Das einzig verbindende Element sei seine Komposition und seine Stimme. Bei acht von zehn Stücken sei er überhaupt nicht involviert gewesen. Zwei Titel (Best Things in Life und I Will Hurt You) hätten im Umfeld von Lys stattgefunden, dem Produzenten von Confessions & Doubts, da sei er näher dran gewesen. Bei zwei, drei Stücken von anderen hätte sich Heppner selbst erstmal dran gewöhnen müssen. Er hätte vielleicht einiges anders gemacht, aber das sei auch „okay“ so. Es sollten ja Einflüsse aus verschiedenen Richtungen kommen. Es sei interessant gewesen, loszulassen. Seine Arbeit im Studio könne man unter das Motto „Kontrollzwang“ stellen. So sei er nicht im Leben, nur bei seiner Musik sei er ein „Kontrollfreak“.
Die Vorgaben für die unterschiedlichen Produzenten sahen so aus, dass die Produzenten die Stücke nicht wie einen klassischen Remix produzieren mussten. Sie hätten nicht zu weit weg vom Original gehen dürfen, weil es unter Umständen die einzige Version sei, die es geben würde. Weil in der Produktionsphase noch nicht klar gewesen sei, dass es eine „Fanbox“ mit den Originalversionen gäbe. Die Originalversionen, die an die Produzenten versendet wurden, finden sich auf der Bonus-CD TanzZwang (Originals) in der Confessions & Doubts (Limited Fanbox) wieder. Es hieß: „Ihr macht die Originalversion in eurem Stil, aber bitte mit der Grundstruktur des Songs. Ihr habt also nicht die ganz große Freiheit, die ihr sonst habt. Beachtet bitte Dinge wie die Textreihenfolge, nehmt nicht einfach irgendwelche Fragmente, es muss alles vom Text drin sein, da es nah am Original bleiben soll.“ Die nächste Vorgabe war: „Produziert es wie eine Single, was auch immer ihr darunter versteht. Produziert es wie das Hauptstück.“ Das seien die einzigen Vorgaben gewesen. Die Auswahl der Remix-Partner erfolgte nicht durch Heppner selbst, diese geschah durch RCA Deutschland. Heppner begründete das mit der Antwort, dass es keine Ahnung von Dance habe, sie seien dort „kompetenter“ als er. Wenn jemand kompetenter in einem Bereich als er sei, dann vertraue er gerne. Er wollte nur ein Veto haben. Also habe das Label die Auswahl getroffen, was er „cool“ fand, weil die einen viel breiteren Überblick hätten. Er habe nur bei einem Stück (Hermann Hesse: Im Nebel) gesagt, dass er möchte, dass Dirk Riegner den Remix tätigt. Ansonsten sollte die Auswahl die verschiedensten Bereiche abdecken. Das sei gut gelungen – es seinen lustige bis durchgeknallte Sachen dabei.

## Inhalt
Alle Liedtexte des Albums sind in deutscher oder englischer Sprache verfasst und stammen mit einer Ausnahme von Heppner selbst. Der Liedtext zu Hermann Hesse: Im Nebel stammt von Hermann Hesse. Hierbei handelt es sich um eine Vertonung von Hesses gleichnamigen Gedicht Im Nebel. Das Besondere bei der Titelauswahl ist, dass das reguläre Album aus Neukompositionen bestehen, die jedoch direkt in Remixversionen veröffentlicht wurden. Acht der zehn unterschiedlichen Titel wurden in ihrer Studioversion auf TanzZwang (Originals) veröffentlicht. TanzZwang (Originals) ist nur als Teil der „Limited Fanbox“ zu Confessions & Doubts  erhältlich. Die einzigen Stücke, die nicht als Studioversion aufgenommen wurden, sind die Lieder Best Things in Life und I Will Hurt You.
Musikalisch verkörpere das Album „interessante Danceversionen, die unverkennbar nach dem oft melodramtisch-nachdenklichen Peter Heppner klingen“. Sony/RCA verglich den Klang als Nachhall auf die „Signet-Sounds“ der 1970er-Jahre. Der Klang wurde mit dem eines Moog- oder Prophet-Synthesizer sowie den Klängen der deutschen Band Kraftwerk oder dem französischen Musiker Jean-Michel Jarre verglichen. Die Haltung der Platte wiederum huldige der Szene des London der frühen 1980er-Jahre. Sie hätte auch „off Portobello Road“ entstanden sein können, oder unter der Ägide von 4AD und den vielen anderen Independent-Labels dieser Zeit, die Musikgruppen wie The Cure und New Order hervorbrachte. Es sei die demokratische Sichtweise auf Musikproduktionsmittel, die Confessions & Doubts – zeitgemäß klingend – einen Bogen zwischen den frühen 1980ern und 2018 spannen lasse. Bei dem Lied Fremd im eigenen Land wurde Heppner gesanglich durch den Esslinger Sänger Volkan Durmaz unterstützt.
| #  | Titel                                            | Autor(en)                                  | Produzent(en)              | Länge |
| -- | ------------------------------------------------ | ------------------------------------------ | -------------------------- | ----- |
| 1  | … und ich tanz’ (Latches Mix)                    | Peter Heppner, Dirk Riegner                | Dirk Riegner               | 3:12  |
| 2  | … und ich tanz’ (Pascal Reinhardt Remix)         | Peter Heppner, Dirk Riegner                | Dirk Riegner               | 3:21  |
| 3  | All Is Shadow (Apoptygma Berzerk Remix)          | Peter Heppner, Dirk Riegner                | Dirk Riegner               | 3:44  |
| 4  | Best Things in Life (Salt & Waves Mix)           | Peter Heppner, Alexander Knolle            | Dirk Riegner, Salt & Waves | 3:50  |
| 5  | Fremd in diesem Land (VIZE Remix) (feat. Volkan) | Peter Heppner, Dirk Riegner                | Dirk Riegner               | 3:01  |
| 6  | Hermann Hesse: Im Nebel (Dirk Riegner Mix)       | Peter Heppner, Hermann Hesse, Dirk Riegner | Dirk Riegner               | 4:46  |
| 7  | I Will Hurt You (Temple.Mix)                     | Peter Heppner, Alexander Knolle            | Temple                     | 3:05  |
| 8  | Just One Word (PixTom Mix)                       | Peter Heppner, Dirk Riegner                | Dirk Riegner               | 4:50  |
| 9  | Once Again (Schiller Remix)                      | Peter Heppner, Dirk Riegner                | Dirk Riegner               | 3:55  |
| 10 | Sedate Yourself (Yann Lauren Remix)              | Peter Heppner, Dirk Riegner                | Dirk Riegner               | 3:34  |
| 11 | Standing Tall (Sand & Pfeffer Remix)             | Peter Heppner, Dirk Riegner                | Dirk Riegner               | 3:19  |

| # | Titel                                                  | Autor(en)                                  | Produzent(en) | Länge |
| - | ------------------------------------------------------ | ------------------------------------------ | ------------- | ----- |
| 1 | … und ich tanz’ (Drangsal’s Schwarzvolk Crossover Mix) | Peter Heppner, Dirk Riegner                | Dirk Riegner  | 3:58  |
| 2 | … und ich tanz’                                        | Peter Heppner, Dirk Riegner                | Dirk Riegner  | 3:32  |
| 3 | All Is Shadow                                          | Peter Heppner, Dirk Riegner                | Dirk Riegner  | 3:42  |
| 4 | Fremd in diesem Land                                   | Peter Heppner, Dirk Riegner                | Dirk Riegner  | 2:39  |
| 5 | Hermann Hesse: Im Nebel                                | Peter Heppner, Hermann Hesse, Dirk Riegner | Dirk Riegner  | 4:58  |
| 6 | Just One Word                                          | Peter Heppner, Dirk Riegner                | Dirk Riegner  | 3:20  |
| 7 | Once Again                                             | Peter Heppner, Dirk Riegner                | Dirk Riegner  | 4:04  |
| 8 | Sedate Yourself                                        | Peter Heppner, Dirk Riegner                | Dirk Riegner  | 4:37  |
| 9 | Standing Tall                                          | Peter Heppner, Dirk Riegner                | Dirk Riegner  | 4:06  |

## Tourneen
Confessions & Doubts Tour
Bei der Confessions & Doubts Tour handelte es sich um die sechste Tournee von Heppner als Solo-Künstler. Die Tour erstreckte sich knapp über einen Monat, vom 15. November bis zum 16. Dezember 2018. Sie führte Heppner mit seiner Begleitband durch zwölf deutsche Städte sowie einmal nach Zürich in die Schweiz. Begleitet wurde Heppner von seiner Liveband, die seit der My Heart of Stone Tour aus Achim Färber (Schlagzeug), Carsten Klatte (Gitarre) und Dirk Riegner (Keyboard) besteht. Während der Tour präsentierte Heppner mit seiner Liveband 27 unterschiedliche Titel. Das Repertoire bestand aus einem Elektropop-Set mit deutschen- und englischsprachigen Liedern. Die Setlist bestand zu zwei Dritteln aus Stücken der neuen Alben Confessions & Doubts und TanzZwang sowie jeweils einer kleinen Auswahl an Liedern seiner ersten beiden Soloalben, einer Zusammenstellung von älteren Gastbeiträgen und Wolfsheim-Stücken. Im Vorprogramm aller Konzerte spielte die deutsche Elektropop-Band Leichtmatrose. Obwohl nicht alle Konzert ausverkauft waren, gab man noch vor Ende der Tour am 7. Dezember 2018 bekannt, dass die Tour im April 2019 um sieben Konzerte in Deutschland erweitert wird.
TanzZwang Tour
Neben der Confessions & Doubts Tour ging Heppner auf die eigens konzipierte TanzZwang Tour, eine Klubtour, wofür die Lieder neu im elektronischen Stil abgemischt wurden. Die Musik wurde dabei von Dirk Riegner vom Mischpult präsentiert, mit dem Livegesang von Heppner. Das Vorprogramm erfolgte unter der Einbeziehung von lokalen DJs, die im Anschluss auch auf der After-Show-Party auflegten. Ursprünglich sollte diese Konzertreihe im Jahr 2020 starten, musste jedoch aufgrund der COVID-19-Pandemie mehrfach verschoben werden. Die Tour erfolgte schließlich zwischen dem 23. September und 5. November 2022 und führte Heppner durch sieben deutsche Städte. Während der Tour präsentierten Heppner und Riegner zwölf unterschiedliche Titel, darunter ein Mashup. Die Setlist bestand überwiegend aus Liedern des Präsentationsalbums TanzZwang sowie weiteren Titeln aus Heppners Solokarriere und seiner Karriere mit Wolfsheim. Aus TanzZwang wurden die sieben Lieder … und ich tanz’, All Is Shadow, Fremd in diesem Land, Hermann Hesse: Im Nebel, Just One Word, Once Again und Sedate Yourself präsentiert.

## Singleauskopplungen
Eine offizielle Singleauskopplung aus TanzZwang erfolgte nicht. Am 1. Oktober 2018 erschien mit Standing Tall (Sand & Pfeffer Remix) und am 15. November 2018 mit … und ich tanz’ (Latches Mix) zwei Videoauskopplungen. Bei dem Musikvideo zu Standing Tall (Sand & Pfeffer Remix) handelt es sich um ein reines Lyrik-Video, in dem typischerweise immer der aktuell besungene Liedtext zu sehen ist. Zu … und ich tanz’ (Latches Mix) erschien ein richtiges Musikvideo, welches am 4. November 2018 im SchwuZ (SchwulenZentrum) in Berlin gedreht wurde. In diesem ist zum einen Heppner zu sehen, der im SchwuZ das Lied teilweise tanzend von einer Lichtershow begleitet singt. Zum anderen ist der litauische Tänzer Andreus zu sehen, der sich tanzend durch Berlin sowie ebenfalls dem SchwuZ bewegt. Regie führte wie schon bei Dream of You, Haus der drei Sonnen und Was bleibt? erneut Marcus Sternberg.

## Mitwirkende
Dadurch, dass die Mitwirkenden der „Standard Version“ und der „Originals“ sich gleichen, bezieht sich die folgende Aufstellung auf die Titelliste der „Standard Version“. Der abweichende Drangsal-Remix von … und ich tanz’ ist als 2.1. in der Liste enthalten.
Albumproduktion
- Drangsal – Remix (Lied 2.1)
- Volker Gebhardt – Abmischung (Lied 11)
- Stephan Groth – Remix (Lied 3)
- Peter Heppner – Gesang (Lieder: 1–11, 2.1), Komponist (Lieder: 1–11, 2.1), Liedtexter (Lieder: 1–5, 7–11, 2.1)
- Hermann Hesse – Liedtexter (Lied 6)
- Ole-Espen Kristiansen – Abmischung (Lied 3)
- Latches – Remix (Lied 1)
- Yann Lauren – Remix (Lied 10)
- Thomas Lesczenski – Remix (Lied 8)
- Per Axel Lundgreen – Remix (Lied 3)
- Alexander Knolle (Alex Lys) – Komponist (Lieder: 4, 7)
- Noel Pix – Abmischung (Lied 8), Remix (Lied 8)
- Pascal Reinhardt – Remix (Lied 2)
- Dirk Riegner – Komponist (Lieder: 1–3, 5–6, 8–11, 2.1), Musikproduzent (Lieder: 1–6, 8–11, 2.1), Remix (Lied 6)
- Salt & Waves – Musikproduzent (Lied 4), Remix (Lied 4)
- Sand & Pfeffer – Remix (Lied 11)
- Schiller – Remix (Lied 9)
- Robin Schmidt – Mastering (Lieder: 1–11, 2.1)
- STP – Abmischung (Lied 3)
- Temple – Musikproduzent (Lied 7), Remix (Lied 7)
- VIZE – Remix (Lied 5)
- Volkan – Gesang (Lied 5)

Artwork (Cover)
- Mathias Bothor – Fotograf
- Ulrike Rank – Artwork, Fotograf

Unternehmen
- Edition Drakkar Publishing – Verlag (Lieder: 1–3, 5–6, 8–11, 2.1)
- Pitch Black Dr. Frxta – Abmischung (Lied 3)
- Pixmountainstudio – Abmischung (Lied 8)
- RCA Deutschland – Musiklabel (Lieder: 1–11, 2.1)
- Sony Music Entertainment – Vertrieb (Lieder: 1–11, 2.1)
- Sony/ATV Music Publishing – Verlag (Lieder: 4, 7)
- Suhrkamp Verlag – Verlag (Lied 6)

## Rezeption

### Rezensionen
- Roman Jasiek vom deutschsprachigen E-Zine Avalost Times bewertete TanzZwang mit neun von zehn Punkten. Zu Beginn liege Fremd in diesem Land als sogenannter VIZE-Remix vor, welcher das Stück ein bisschen im Glanze herkömmlicher EDM-Tracks erstrahlen lasse. Heppner greife hier das nach wie vor brandaktuelle Flüchtlingsthema auf. „Viele Jahre leb ich hier, war schon immer hier zuhaus, doch nun ändert sichs so sehr und ich kenn mich nicht mehr aus. Fremde Sprachen und Gesichter, alte Freunde nicht mehr da, ich wünschte es wäre wieder mehr, wie es früher einmal war, singt er hier.“ Wird er etwa den ganzen besorgten Bürgern hier nach dem Mund singen? Wohl kaum. Ein Künstler, der im Musiktheaterstück Die Kinder der toten Stadt mitwirke, wird kaum spontan die Seiten gewechselt haben. Und Theresienstadt: Hinter der Mauer vom Schwesteralbum habe schließlich auch schon deutlich Position bezogen. Gewechselt habe Heppner hier aber einmal mehr die Perspektive. Die Stimmen derer, die sich vor angeblicher Überfremdung fürchten, sie machen immerzu lautstark Rabatz. Wie es sich aber anfühle, wenn man als Geflüchteter in einem neuen Land zurechtkommen muss, diese Frage sei deutlich seltener zu hören. Sie sei viel zu oft nicht mehr als ein leises Flüstern, das im restlichen Getöse untergehe. Heppner stelle sie hier. Und er stelle sie mit den Mitteln eines Künstlers mit hoher Reichweite laut. Ein schwieriges Thema, fürwahr, aber gekonnt verpackt. „Ich habe keine Angst vor schwierigen Themen, ich habe keine Angst vor erwachsenen Titeln“, sagt Heppner und Jasiek sei dankbar, dassHeppner diese Einstellung vertritt. Mehr als nur manchmal wäre es wünschenswert, wenn viele andere Musiker ähnliche Ansichten hätten und sie mit den ihnen zur Verfügung stehenden Mitteln gleichfalls laut vertreten würden.

Schwer und erwachsen sei übrigens auch die Vertonung von Hermann Hesses Gedicht Nebel, für dessen Mix hier Dirk Riegner verantwortlich war. Mit seiner bitteren Schwermut hätte die Nummer allerdings eher auf das andere Album gepasst. Die Maßgabe, dem Albumstitel gerecht zu werden, erfülle ausgerechnet Riegner hier nicht. Engtanz könne bei einem so schwermütigen Text wohl kaum das Ansinnen gewesen sein. Es sei ein bisschen wie ein Brückenschlag, welcher beide Alben verbindet. Wenn jedoch genau dies das Anliegen gewesen sein sollte – „Dirk Riegner, Sie raffinierter Fuchs, Sie!“
Insgesamt mache TanzZwang seinem Namen alle Ehre. All Is Shadow beispielsweise liege in einer Bearbeitung durch Apoptygma Berzerk vor und klinge exakt so, wie man es erwarten würde. Bemerkenswert sei I Will Hurt You im „Temple Mix“, das zunächst einigermaßen orientalisch, mindestens aber abgefahren töne. Auch hübsch: „Once Again“. Sonst trällere Heppner ja gerne mal auf einer Schiller-Veröffentlichung, hier ist es mal insofern andersherum, als dass Schiller diesen Mix beisteuerte. Und auch das töne so, wie man es erwartet: „Elektronisch, verträumt, mit viel Hall und ganz weiten Synthie-Flächen, auf die man sich beinahe fallen lassen kann. Bisschen wie rücklings in einen Berg aus Watte fallen.“ Der dezent House-angehauchte Yann-Lauren-Remix von Sedate Yourself gefälle Jasiek auch gut, könnte möglicherweise aber nicht auf ungeteilte Gegenliebe stoßen. Abermals einen Anflug von EDM gäbe es zum Ausklang dieses Albums in Form des Sand-&-Pfeffer-Remixes von Standing Tall. Dieses Stück, genau an dieser Stelle positioniert, bewirke, dass sich nicht nur TanzZwang in Dauerschleife hören lasse, ohne dass es zu einer Art Bruch im Sound käme, sondern funktioniere auch hervorragend als Anknüpfungspunkt, wenn man nun mit Confessions & Doubts weitermachen möchte. Einzig negativ sei die Veröffentlichungspolitik. Die Veröffentlichung zweier Alben, die man auch gut und gerne als Doppelalbum auf den Märkt hätte bringen können, dürfe zumindest hinterfragt werden.
- Gabi Grimme vom deutschsprachigen Musik-Portal darkmusicworld.de bewertete TanzZwang positiv. Der erste Remix zu … und ich tanz entspreche genau den Vorgaben eines tanzbaren Stückes. Es versprühe eine „unheppnersche“ Fröhlichkeit und die Füße würden sich mit Leichtigkeit dazu bewegen. Der Zweite sei nicht ganz so gradlinig und überrasche mit verfremdeten „Voice-Effekten“, die dem Stück einen fremdartigen „Touch“ geben würden. All Is Shadow habe diese typische melancholische Note in einen „galoppierenden Drive“ mit „hypnotischem Charakter“ eingepackt. Keine melodiösen Schnörkel würden dieses trockene Elektroteil im „Synthiepopstil“ verwässern. Best Things in Life lasse einen Hauch von Ambient mit Ethno-Rhythmus hören, der nach Sommer, Sonne und Freiheit klänge. Thematisch passend sei Fremd in diesem Land mit einer düsteren Atmosphäre ausgelegt, was nicht daran hindere, ganz dem vorgegebenen Thema „TanzZwang“ entsprechend es mit Elementen des EDM zu bestücken. Dadurch würde dieses Lied trotz des schwierigen Textes „clubtauglich“. Aus der Reihe falle Hermann Hesse: Im Nebel. Eigentlich sei das kein „Dance Track“. Es sei melancholisch, düster & die Komposition sei psychedelisch angehaucht. Natürlich könne man auch auf langsame Titel wie diesen tanzen, aber das würde dann eher im „Shoegazing-Stil“ sein, mit dem gebremsten Ausdruck des Herzschmerzes und der Verzweiflung. Ganz anders sei I Will hurt You. Elektronisch verzerrte „Ethno–Voices“ und ein tiefer, dumpfer Beat verpassen diesem Titel Dramatik, der nun wie ein verlangsamter „Drum’n’Bass Track“ wirke. Just One Word sei ein Mix im „Dark-Elektro-Stil“ mit breitem, düsteren „Synthieteppich“ und harten, elektronischen Beats. Dieser Titel erinnere ziemlich an die alten Wolfsheim-Lieder.

Schiller als altbekannter Musikerkollege dürfe auf diesem Album nicht fehlen. Man erinnere an die gemeinsamen Projekte Dream of You und Leben … I Feel You. Mit Once Again gehe es dieses Mal nicht so eindeutig in die unwiderstehliche „Melodiegenese“, sondern in das instrumentale Ausbreiten eines orchestralen „Gefühlsgemäldes“ mittels der „Schiller-typischen“, episch weichen und organischen Synthieklängen. Eine vollkommen andere Richtung verfolge Sedate Yourself mit „Trip-Hop-Einschlag“ und komplexer Rhythmik, der mit seinem ambienten Grundton „Lounge Feeling“ verbreite. Es folge mit Standing Tall ein weiterer „Gute-Laune-Remix“, der filigran instrumentiert sei mit angedeuteten „Harfengezupfe“, weichen Trompetenklängen und „hüpfendem Rhythmus“, der im Gegensatz zur getragenen Gesangslinie Heppners stehe. Etwas überraschend käme der abrupte Schluss, der das Album mit einem Fragezeichen enden lasse.
Es sei nicht ungewöhnlich, dass Lieder zur Weiterbearbeitung als Remix weitergereicht und veröffentlicht werden, aber hier wurde dies mit einer „stilbildenden Konsequenz“ betrieben, weil es von diesen Liedern kein Original gibt, sondern der Remix das Original darstelle. Die Intention dieses Werks sei es, die „chronischen Nichttänzer“ Heppner und Riegner zum Tanzen zu bewegen. Die etwas weniger Tanzgehemmten kämen mit Remixe aus verschiedenen Sparten der elektronischen Tanzmusik auf ihre Kosten, wobei die Auswahl der Produzenten schon experimentell gefärbt sei und eine sehr breite und populäre Palette der tanzbaren, elektronischen Musik abdecke. Dieses Experiment sei durchaus interessant und zeige wieder einmal, dass künstlerische Kooperation immer wieder Spannendes für die Ohren hervorbringt, wenn sie Genre übergreifend sei.
- Marius Meyer von monkeypress beschrieb TanzZwang als gelungenes Album mit einem zudem sehr interessanten Konzept und bewertete es im Durchschnitt mit neun von zehn Punkten. Dabei bewertete er die Musik mit voller Punktzahl und die „musikalische Linie“ mit acht von zehn Punkten. Er schrieb dazu folgendes:

Vom „Gestus“ her möge man sich beim Opener …und ich tanz‘ gar an Wolfsheims Wundervoll erinnert fühlen, im Großen und Ganzen aber wirken die beiden Versionen des Stückes ausgefeilter. Tanzflächige Beats, eingängige Arrangements und nachdenklich-optimistische Aufnahmen, die in der Gesamtheit Lebensfreude ausstrahlen. Das dritte Stück All Is Shadow sei ein druckvolles Stück mit einem wirklich starken „Tanzflächen-Appeal“. Man dürfe sich nicht wundern, wenn schon in Kürze hierzu in den Clubs getanzt würde. Aber es würde in der Folge auch noch sehr ernst, poetisch und zudem auch musikalisch sehr vielseitig. Ein Fremd in diesem Land beispielsweise wirke direkt tanzbar, aber man merke die tiefgründige Thematik, wer sich warum fremd in diesem Land fühle. Direkt gefolgt wird das Stück von Hermann Hesse: Im Nebel, das mystisch wirke und einen der seltenen Erfolge darin darstelle, Literatur zu vertonen, ohne dass es peinlich wird. Heppner habe hier sein Lieblingsgedicht vertont und im Dirk Riegner Mix ein überzeugendes Ergebnis abliefert. Erneut ganz anders wirke schließlich das folgende I Will Hurt You, das wiederum ungewohnt klänge, aber mit seinen orientalischen Einflüssen gut in die Vorgabe von „TanzZwang“ passe, eine möglichst breite Bandbreite anzubieten. Once Again sei ein Titel der zeige, dass es sich auch diesmal wieder bewährt habe, diese Ko-Produktion mit Schiller beizubehalten. Aber es sei nicht nur die erwarteten Zusammenarbeiten, es sei die Zusammenstellung als Gesamtes, die zu überzeugen wisse. Wer die Nadel im Heuhaufen haben möchte, der möchte vielleicht unbedingt noch gesagt bekommen, dass der innere Zusammenhang bei „TanzZwang“ nicht immer zu 100 % gegeben sei, aber das verkomme auch schnell zur Nebensache.
- Thomas Pilgrim von Plattentests.de bewertete das Album nicht ganz so positiv und vergab lediglich vier von zehn Punkten. Nach der parallel zu diesem Album erschienenen „Songsammlung“ sollte fürs Erste niemand mehr dringendes Verlangen nach Herzschmerz, Selbstmitleid und Beziehungstrümmern verspüren und stattdessen das Bedürfnis den Allerwertesten zu schwenken, auf dass all der emotionale Unrat bald abfallen möge. Das Moto laute mitnichten: „Kopf aus, tanzen?“, um „tumber Umz-umz-Stumpfheit“ das Wort zu reden, sondern vielmehr um die befreienden Momente im Club zu feiern. Wo „Sozius“ Witt einst Und … ich lauf barmte, heiße es bei Heppner eingangs gleich doppelt … und ich tanz’. Was den imperativen Unterton von TanzZwang nur noch unterstreiche. Vermutlich zucken nicht nur dunkel gewandete „Leiber“ zu diesem dynamischen Stück, das im Mix von Latches dank „trancigem Wurmfortsatz“ und „sonor näselndem Bariton“ souverän seiner Bestimmung zugeführt würde. Auch wenn unklar bliebe, warum Pascal Reinhardt in der direkt darauf folgenden Version Heppners seit jeher keiner Bearbeitung bedürfendes Organ ins Bodenlose „pitchen“ müsse. All Is Shadow in seiner Fassung von Apoptygma Berzerks Stephan Groth beschrieb Pilgrim als „bombensicheren Floorfiller“.

Dennoch wisse man, dass schon Wolfsheim bei allen „seelenstreichelnden“ Qualitäten auch im „Up-Tempo-Modus“ vornehmlich melancholische Stimmung verbreiteten – „Elektrotanz in Moll für chronische Grübler“. Da wundere es niemanden, dass auch TanzZwang bald von „gediegenem“ Zappeln in Gebrüte mit lediglich diskreten Beats umkippe. Und stehen wie in Fremd in diesem Land „fiebrig ausbrechender Analog-Groove“ und „Migranten-Schicksal“ zur Debatte, winke der Hörer so etwas noch gerne durch. Nicht so hingegen die unentschlossen „daherrumpelnde“ Hermann-Hesse-Vertonung Im Nebel oder Best Things in Life inklusive „blasse“ Weisheiten aus dem „Kaugummiautomaten der Existenz“. Zumal die Neuabmischung von Salt & Waves genauso klänge, wie man sich deren Auftragsarbeiten für Wincent Weiss lieber nicht vorstellt. Und spätestens wenn Schiller zu Once Again nicht mehr einfalle, als großzügig Weichspüler mit „emuliertem“ Streicherzusatz in die „leidlich geölte“ Maschine zu kippen, entlarve sich dieser “TanzZwang” über weite Strecken als „Pflichtübung“ mit der Durchschlagskraft eines auf dem vorletzten Loch pfeifenden Akkuschraubers. Zwar mühe sich Pix Tom bei Just One Word kurz vorher noch nach Kräften und fördere in der Tat ein „scharf schmatzendes Ungetüm“ mit dicker Basslinie zu Tage, doch dass sich der Schuppen zusehends leert, vermag auch dieser Remix nicht zu verhindern. Als „Highlights“ hob Pilgrim die beiden Titel … und ich tanz’ (Latches Mix) und Just One Word (PixTom Mix) hervor.

### Charts und Chartplatzierungen
TanzZwang platzierte sich in der ersten Verkaufswoche auf Position 96 der deutschen Midweek Album Top 100. Einen letztendlichen Charteinstieg in die deutschen Album Top 100 verfehlte das Album jedoch.